# Безсонна ніч (фільм, 1960)
«Безсонна ніч» (рос. Бессонная ночь) — радянський художній фільм 1960 року, кінорежисера Ісидора Анненського за мотивами повісті Миколи Дементьєва «Мої дороги». Дебют в кінематографі Юрія Соломіна.

## Сюжет
Молодий інженер Павло Кауров їде до місця свого першого призначення — в портове місто Сибірськ. Його призначають керувати групою портальних і плавучих кранів. Після кількох неполадок Павло освоюється з портовою роботою і отримує серйозне доручення. А тим часом в Сибірськ приїжджає його наречена Ніна, архітектор за фахом. Однак, крім Павла, на вокзал прийшли її зустрічати однокурсники — брат і сестра Петуніни, в будинку яких вона зупиняється. Незабаром приїжджає і Аннушка, яка давно любить Павла. З цього дня у Павла відбуваються одні неприємності за іншими. Після аварії крана, що сталася з його вини, герой бере себе в руки і робить все, щоб повернути довіру бригади…

## У ролях
- Юрій Соломін (дебют в кіно) —  Павло Кауров
- Євген Самойлов —  батько Павла
- Людмила Чернишова —  мати Павла
- Олексій Грибов —  Батавін, старий кранівник
- Василь Меркур'єв —  коваль Снєгірьов
- Вадим Захарченко —  Дербеньов
- Юрій Медведєв —  Пулін
- Джемма Осмоловська —  Аннушка
- Маргарита Володіна —  Ніна Полонська
- Інна Виходцева —  Віка Яхонтова
- Геннадій Карнович-Валуа —  Зубков
- Андрій Тутишкін —  Власюк
- Іван Любєзнов —  Дубовик
- Олександр Граве —  Петунін
- Луїза Кошукова —  сестра Петуніна
- Олександр Пєлєвін —  Кошкін
- Елла Нечаєва —  Смородіна
- Леонід Чубаров —  Шилов
- Олег Туманов —  Валя Котченко
- Кларіна Фролова-Воронцова —  сусідка Павла
- Ксенія Козьміна —  секретарка
- Віктор Колпаков —  літній наречений
- Клавдія Козльонкова —  працівниця РАГСу
- Тамара Яренко —  реєстратор РАГСу
- Євген Кудряшов —  чоловік з квітами
- Ніна Сазонова —  епізод
- Олена Полевицька —  епізод

## Знімальна група
- Автор сценарію:  Василь Соловйов
- Режисер:  Ісидор Анненський
- Оператор:  Валерій Гінзбург
- Композитор:  Оскар Фельцман
- Художник:  Ігор Бахметьєв